# Igea Marina Bellaria 1956
El Igea Marina Bellaria 1956 es un club de fútbol de Italia, con sede en Bellaria-Igea Marina, en Emilia-Romaña. Fue fundado en 1994 y refundado en 2019. Compite en la Promozione Emilia-Romagna, sexta categoría del fútbol italiano.

## Historia
Fue fundado en el año 1902 y refundado en 1952 con el nombre de  A.S.C.A.R. Bellaria, debido a problemas financieros. En 1959 adoptó el nombre Associazione Calcio Bellaria. Fue refundado una tercera vez en 1994. En 2019 el Bellaria se fusionó con otro equipo de la misma ciudad, el Igea Marina, formando el A.P.D. Igea Marina Bellaria 1956, que heredó la tradición deportiva del tercero.

## Palmarés

### Torneos regionales
- Eccellenza Emilia-Romagna (1): 1998-99 (Grupo B)
- Prima Categoria Emilia-Romagna (1): 1994-95 (Grupo H)